# Coppa panamericana maschile under 19 di pallavolo 2011
La Coppa panamericana maschile under 19 di pallavolo 2011 si è svolta dall'11 al 16 luglio 2011 a Mexicali, in Messico: al torneo hanno partecipato sei squadre nazionali under 19 tra nordamericane e sudamericane e la vittoria finale è andata per la prima volta al Brasile.

## Impianti
|                                                                     |  |  |
|                                                                     |  |  |
| Auditorio del Estado Città: Mexicali Capienza: - Anno d'apertura: - |  |  |

## Regolamento

### Formula
Le squadre hanno disputato una prima fase a gironi con formula del girone all'italiana; al termine della prima fase:
- Le due prime classificate hanno acceduto direttamente alle semifinali;
- Le seconde e terze classificate si sono incrociate ai quarti di finale;
- Le formazioni sconfitte ai quarti di finale e alle semifinali hanno acceduto rispettivamente alla finale per il quinto e per il terzo posto;
- Le formazioni vincenti alle semifinali hanno acceduto alla finale.

## Squadre partecipanti
| Squadra           | Qualificazione | Ultima partecipazione |
| ----------------- | -------------- | --------------------- |
| Brasile           | -              | Debutto               |
| Costa Rica        | -              | Debutto               |
| Messico           | -              | Debutto               |
| Porto Rico        | -              | Debutto               |
| Stati Uniti       | -              | Debutto               |
| Trinidad e Tobago | -              | Debutto               |

## Torneo

### Fase a gironi
| Girone A   | Girone B          |
| ---------- | ----------------- |
| Brasile    | Messico           |
| Costa Rica | Stati Uniti       |
| Porto Rico | Trinidad e Tobago |

#### Girone A

##### Risultati
| 11 luglio 2011 Auditorio del Estado, Mexicali Durata: 1h:00 - Spettatori: 400 | Brasile    | 3 - 0 | Costa Rica | 25-6, 25-8, 25-10  |
| 12 luglio 2011 Auditorio del Estado, Mexicali Durata: 1h:07 - Spettatori: 170 | Porto Rico | 3 - 0 | Costa Rica | 25-9, 25-10, 25-15 |
| 13 luglio 2011 Auditorio del Estado, Mexicali Durata: 1h:10 - Spettatori: 375 | Brasile    | 3 - 0 | Porto Rico | 25-17, 25-9, 25-18 |

##### Classifica
| Pos | Squadra    | Pt | G | V | P | SV | SP | Ratio | PF  | PS  | Ratio |
| --- | ---------- | -- | - | - | - | -- | -- | ----- | --- | --- | ----- |
| 1   | Brasile    | 6  | 2 | 2 | 0 | 6  | 0  | MAX   | 150 | 68  | 2.206 |
| 2   | Porto Rico | 3  | 2 | 1 | 1 | 3  | 3  | 1.000 | 119 | 109 | 1.092 |
| 3   | Costa Rica | 0  | 2 | 0 | 2 | 0  | 6  | 0.000 | 58  | 150 | 0.387 |

#### Girone B

##### Risultati
| 11 luglio 2011 Auditorio del Estado, Mexicali Durata: 1h:05 - Spettatori: 775   | Messico     | 3 - 0 | Trinidad e Tobago | 25-19, 25-18, 25-11               |
| 12 luglio 2011 Auditorio del Estado, Mexicali Durata: 1h:10 - Spettatori: 275   | Stati Uniti | 3 - 0 | Trinidad e Tobago | 25-12, 25-10, 25-13               |
| 13 luglio 2011 Auditorio del Estado, Mexicali Durata: 2h:25 - Spettatori: 1 100 | Messico     | 3 - 2 | Stati Uniti       | 25-21, 19-25, 21-25, 27-25, 15-13 |

##### Classifica
| Pos | Squadra           | Pt | G | V | P | SV | SP | Ratio | PF  | PS  | Ratio |
| --- | ----------------- | -- | - | - | - | -- | -- | ----- | --- | --- | ----- |
| 1   | Messico           | 5  | 2 | 2 | 0 | 6  | 2  | 3.000 | 182 | 157 | 1.159 |
| 2   | Stati Uniti       | 4  | 2 | 1 | 1 | 5  | 3  | 1.667 | 184 | 142 | 1.296 |
| 3   | Trinidad e Tobago | 0  | 2 | 0 | 2 | 0  | 6  | 0.000 | 83  | 150 | 0.553 |

### Finali 1º e 3º posto
|  | Quarti            | Quarti      |         |             | Semifinali         | Semifinali         |  |  | Finale 1º/2º posto | Finale 1º/2º posto |
|  |                   |             |         |             |                    |                    |  |  |                    |                    |
|  |                   |             |         |             |                    |                    |  |  |                    |                    |
|  |                   |             |         |             |                    |                    |  |  |                    |                    |
|  | -                 | -           |         |             |                    |                    |  |  |                    |                    |
|  | -                 | -           |         |             |                    |                    |  |  |                    |                    |
|  | -                 | -           |         |             |                    |                    |  |  |                    |                    |
|  | -                 | -           | Brasile | 3           |                    |                    |  |  |                    |                    |
|  |                   |             | Brasile | 3           |                    |                    |  |  |                    |                    |
|  |                   | Stati Uniti | 0       |             |                    |                    |  |  |                    |                    |
|  | Stati Uniti       | Stati Uniti | 0       | 3           |                    |                    |  |  |                    |                    |
|  | Stati Uniti       |             |         | 3           |                    |                    |  |  |                    |                    |
|  | Costa Rica        | 0           |         |             |                    |                    |  |  |                    |                    |
|  | Costa Rica        | 0           | Brasile | 3           |                    |                    |  |  |                    |                    |
|  |                   |             | Brasile | 3           |                    |                    |  |  |                    |                    |
|  |                   | Porto Rico  | 0       |             |                    |                    |  |  |                    |                    |
|  | -                 | Porto Rico  | 0       | -           |                    |                    |  |  |                    |                    |
|  | -                 |             |         | -           |                    |                    |  |  |                    |                    |
|  | -                 | -           |         |             |                    |                    |  |  |                    |                    |
|  | -                 | -           | Messico | 2           | Finale 3º/4º posto | Finale 3º/4º posto |  |  |                    |                    |
|  |                   |             | Messico | 2           | Finale 3º/4º posto | Finale 3º/4º posto |  |  |                    |                    |
|  |                   | Porto Rico  | 3       |             |                    |                    |  |  |                    |                    |
|  | Porto Rico        | Porto Rico  | 3       | 3           | Messico            | 0                  |  |  |                    |                    |
|  | Porto Rico        |             |         | 3           | Messico            | 0                  |  |  |                    |                    |
|  | Trinidad e Tobago | 0           |         | Stati Uniti | 3                  |                    |  |  |                    |                    |
|  | Trinidad e Tobago | 0           |         |             | 3                  |                    |  |  |                    |                    |
|  |                   |             |         |             |                    |                    |  |  |                    |                    |
|  |                   |             |         |             |                    |                    |  |  |                    |                    |

#### Quarti di finale
| 14 luglio 2011 Auditorio del Estado, Mexicali Durata: 1h:07 - Spettatori: 180 | Porto Rico  | 3 - 0 | Trinidad e Tobago | 25-17, 25-14, 25-18 |
| 14 luglio 2011 Auditorio del Estado, Mexicali Durata: 0h59: - Spettatori: 200 | Stati Uniti | 3 - 0 | Costa Rica        | 25-19, 25-4, 25-12  |

#### Semifinali
| 15 luglio 2011 Auditorio del Estado, Mexicali Durata: 1h:20 - Spettatori: 1 000 | Brasile | 3 - 0 | Stati Uniti | 25-19, 25-23, 25-21               |
| 15 luglio 2011 Auditorio del Estado, Mexicali Durata: 2h00: - Spettatori: 1 600 | Messico | 2 - 3 | Porto Rico  | 25-17, 23-25, 21-25, 25-20, 13-15 |

#### Finale 5º posto
| 15 luglio 2011 Auditorio del Estado, Mexicali Durata: 1h:38 - Spettatori: 125 | Trinidad e Tobago | 2 - 3 | Costa Rica | 25-13, 20-25, 25-13, 21-25, 12-15 |

#### Finale 3º posto
| 16 luglio 2011 Auditorio del Estado, Mexicali Durata: 1:24 - Spettatori: 425 | Stati Uniti | 3 - 0 | Messico | 25-23, 25-19, 25-21 |

#### Finale
| 16 luglio 2011 Auditorio del Estado, Mexicali Durata: 1h:07 - Spettatori: 700 | Brasile | 3 - 0 | Porto Rico | 25-15, 25-11, 25-16 |

## Classifica finale
| Pos     | Squadra           | Rosa |
| ------- | ----------------- | --- |
| Oro     | Brasile           | Formazione: 1 de Souza, 2 Veloso, 4 de Carvalho, 6 Hernandez, 7 Cardoso, 8 dos Santos, 9 Ferreira, 10 Gualberto, 11 Melo, 13 Guinter, 17 Batagim, 18 da Silva, CT: Oncken |
| Argento | Porto Rico        | Formazione: 1 Bertrán, 2 Je. Rivera, 3 Burgos, 4 Sánchez, 5 Acosta, 6 Romero, 7 García, 8 Cartagena, 14 Pérez, 15 Jo. Rivera, 16 Llinas, 17 Vélez, CT: Lawrence           |
| Bronzo  | Stati Uniti       | Formazione: 1 Antonijević, 2 Caldwell, 6 Kirchner, 10 Patch, 11 Petty, 12 Rhein, 13 Russell, 15 Sato, 16 Shaw, 17 Tarantino, 18 West, 19 White, CT: Shibuya               |
| 4       | Messico           | Formazione: 1 Ponce, 2 Rincón, 3 Jaramillo, 4 Pérez, 6 Araujo, 7 González, 8 Rivero, 9 Perales, 10 Limón, 11 Mendoza, 14 Rodríguez, 15 Balan, CT: Licea                   |
| 5       | Costa Rica        | Formazione: 1 Gómez, 2 Álvarez, 3 Box, 4 Saborío, 5 Gutiérrez, 6 Quintero, 7 Araya, 8 Murillo, 9 García, 10 Chaves, 11 González, 12 Umaña, CT: Rodríguez                  |
| 6       | Trinidad e Tobago | Formazione: 1 Horsham, 3 Stewart, 4 Legall, 5 Balcon, 6 James, 7 Deonath, 8 Bra. Bannatyne, 9 Bry. Bannatyne, 10 Hutson, 12 Thomas, CT: Camacho                           |

## Premi individuali
| Premio                | Nome                 | Squadra           |
| --------------------- | -------------------- | ----------------- |
| MVP                   | Carlos Acosta        | Porto Rico        |
| Miglior realizzatore  | Brandon Legall       | Trinidad e Tobago |
| Miglior attaccante    | João Rafael Ferreira | Brasile           |
| Miglior muro          | Alan de Souza        | Brasile           |
| Miglior servizio      | Brandon Legall       | Trinidad e Tobago |
| Miglior palleggiatore | Thiago Veloso        | Brasile           |
| Miglior ricevitore    | Rogério de Carvalho  | Brasile           |
| Miglior difesa        | Luis Bertrán         | Porto Rico        |
| Miglior libero        | Luis Bertrán         | Porto Rico        |